# Vicente Martín Muñoz
Vicente Martín Muñoz (ur. 16 września 1969 w La Nava de Santiago) – hiszpański duchowny katolicki, biskup pomocniczy Madrytu od 2024. 

## Życiorys

### Prezbiterat
Święcenia kapłańskie otrzymał 17 czerwca 1995 i został inkardynowany do archidiecezji Mérida-Badajoz. Pracował głównie jako duszpasterz parafialny. W 2018 został delegatem biskupim dla krajowego oddziału Caritas.

### Episkopat
23 kwietnia 2024 papież Franciszek mianował go biskupem pomocniczym archidiecezji madryckiej, ze stolicą tytularną Valliposita. 
6 lipca 2024 w Catedral de la Almudena w Madrycie otrzymał święcenia biskupie. Udzielił mu ich kardynał José Cobo Cano.  